# Christopher Hage (1819-1872)
 Der er flere personer med dette navn, se Christopher Friedenreich Hage.
Christopher Theodor Friedenreich Hage (født 9. marts 1819 i Stege, død 9. maj 1872 i Bellagio, Italien) var en dansk købmand, handelsmand og skibsreder.
Han blev født i Stege som søn af Christopher Friedenreich Hage (1759-1849) og Arnette Christiane født Just.
Han kom 1837 til Nakskov, hvor broderen Alfred Anton Hage ledede handelshuset Puggaard & Hage, og hvor C.T.F. Hage overtog ledelsen da broderen rejste til København. Han blev partner både i dette firma og i firmaet H. Puggaard & Co. i København, og han overtog senere også ledelsen af det af faderen stiftede C. Hage & Søn i Stege.
Puggaard & Hage i Nakskov drev købmandsforretning, navnlig kornhandel og skibsrederi. Ved siden af erhvervsvirksomheden deltog han i politik og blev i 1857 medlem af borgerrepræsentationen i Nakskov og var i en del år formand, siden til sin død medlem af byrådet.
I 1844 blev han gift med Nancy Amalie Margrethe Hammerich, datter af byfoged i Nakskov, justitsråd Carl Hammerich, med hvem han fik sønnen Christopher Friedenreich Hage (1848-1930), der senere blev minister. I 1871 forlod han på grund af sygdom Nakskov og døde i 1872 i Bellagio, Italien.